# Auguste Pellechet
Auguste Pellechet est un architecte français né en 1789 et mort en 1874.

## Biographie
Auguste Pellechet est le fils de l'architecte Jean Claude Pellechet, inspecteur des bâtiments du Roi à Versailles, mort guillotiné en 1794.
Marié à Fanny Borgnis, il est le père de l'architecte Jules Pellechet.

## Principales réalisations

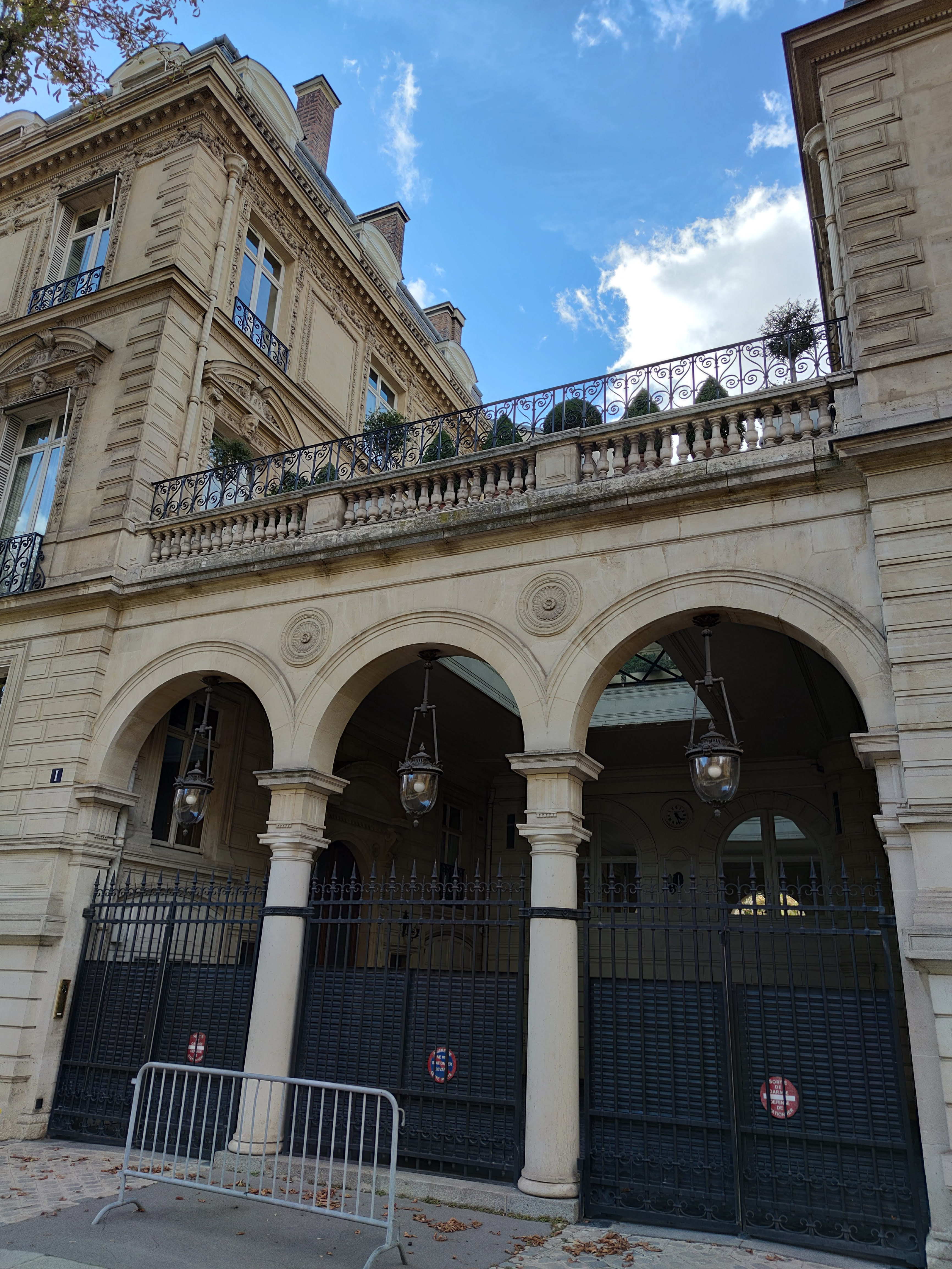
Hôtel Talhouët, 1, avenue de Marigny, Paris 8e arrondissement.

- La manufacture d’armes de Châtellerault.
- Immeuble du 30, rue Blanche, Paris (début des années 1820).
- L'hôtel Le Marois, 17 rue blanche, pour le général Jean Le Marois, ancien aide de camp de Napoléon (1829).
- Plusieurs immeubles de la place Franz-Liszt(1825-1835).
- Le 24, rue Saint-Marc (1834).
- Le 10, place de la Bourse (1834).
- Le Grand Hôtel du Louvre (1855, en association avec Alfred Armand, Jacques Ignace Hittorff et Hubert Rohault de Fleury).
- Le Grand Hôtel, place de l’Opéra. (1861-1862) .
- La Chambre des notaires de Paris, place du Châtelet (1855-1856, en association avec Hubert Rohault de Fleury).
- Le Pavillon de Voisins, à Louveciennes. Construit en 1858.
- L’hôtel d’Essling, no 8 rue Jean-Goujon (1864-1866).
- L’hôtel Talhouët, au coin de l’avenue de Marigny et de l’avenue Gabriel, face aux jardins de l’Élysée. Restauré en 1991 par le cabinet C2F (Didier Fannee et Patrick Formigé) de Puteaux, avec construction en sous sol d’une piscine.[réf. nécessaire] Le bâtiment fait l’objet d’une inscription au titre des monuments historiques depuis le 25 juin 1979[1].